# Wolfgang Birkner
Wolfgang Birkner (ur. 27 października 1913 we Wrocławiu, zm. 24 marca 1945) – kapitan (Hauptsturmführer) SS, zbrodniarz nazistowski.
Członek NSDAP (nr legitymacji 3 601 309) i SS (No. 265 793). We wrześniu 1939 członek Einsatzgruppe IV działającej na Białostocczyźnie. W październiku 1939 został przeniesiony do Warszawy. Po niemieckim ataku na ZSRR na rozkaz generała SS Eberharda Schöngartha został przeniesiony do okręgu białostockiego, gdzie od 30 czerwca do 28 sierpnia 1941 dowodził Kommando Bialystok i kierował masowymi zbrodniami na Żydach, m.in. mordami w Białymstoku, Radziłowie, Tykocinie, Zambrowie i Łomży; odegrał również kluczową rolę w zbrodni w Jedwabnem. W 1943 został awansowany na kapitana i przeniesiony z powrotem do Warszawy, gdzie 17 lutego 1944 kierował akcją na archiwum AK i Delegatury Rządu RP przy ul. Poznańskiej 37. Został zabity na Pomorzu 24 marca 1945; dokładne miejsce jego śmierci jest nieznane.